# San Martín de las Flores
San Martín de las Flores är en ort i Mexiko.   Den ligger i kommunen Atoyac de Álvarez och delstaten Guerrero, i den södra delen av landet, 280 km sydväst om huvudstaden Mexico City. San Martín de las Flores ligger 237 meter över havet och antalet invånare är 330.
Terrängen runt San Martín de las Flores är kuperad åt nordost, men åt sydväst är den platt. Runt San Martín de las Flores är det ganska glesbefolkat, med 50 invånare per kvadratkilometer. Närmaste större samhälle är Atoyac de Álvarez, 5,0 km väster om San Martín de las Flores. Omgivningarna runt San Martín de las Flores är en mosaik av jordbruksmark och naturlig växtlighet.